# Поштар Жозеф Рулен
«Поштар Жозеф Рулен» — серія портретів поштаря Жозефа Рулена, мешканя Арля, нідерландського художника Вінсента ван Гога; написана у 1888 році.

## Малюнки ван Гога
Вінсента ван Гога знають як сміливого і дуже індивідуального за художньою технікою живописця. Але художник був і чудовим графіком. В його творчому надбанні — понад 900 малюнків. Ймовірно, їх було ще більше, не всі зберігали.

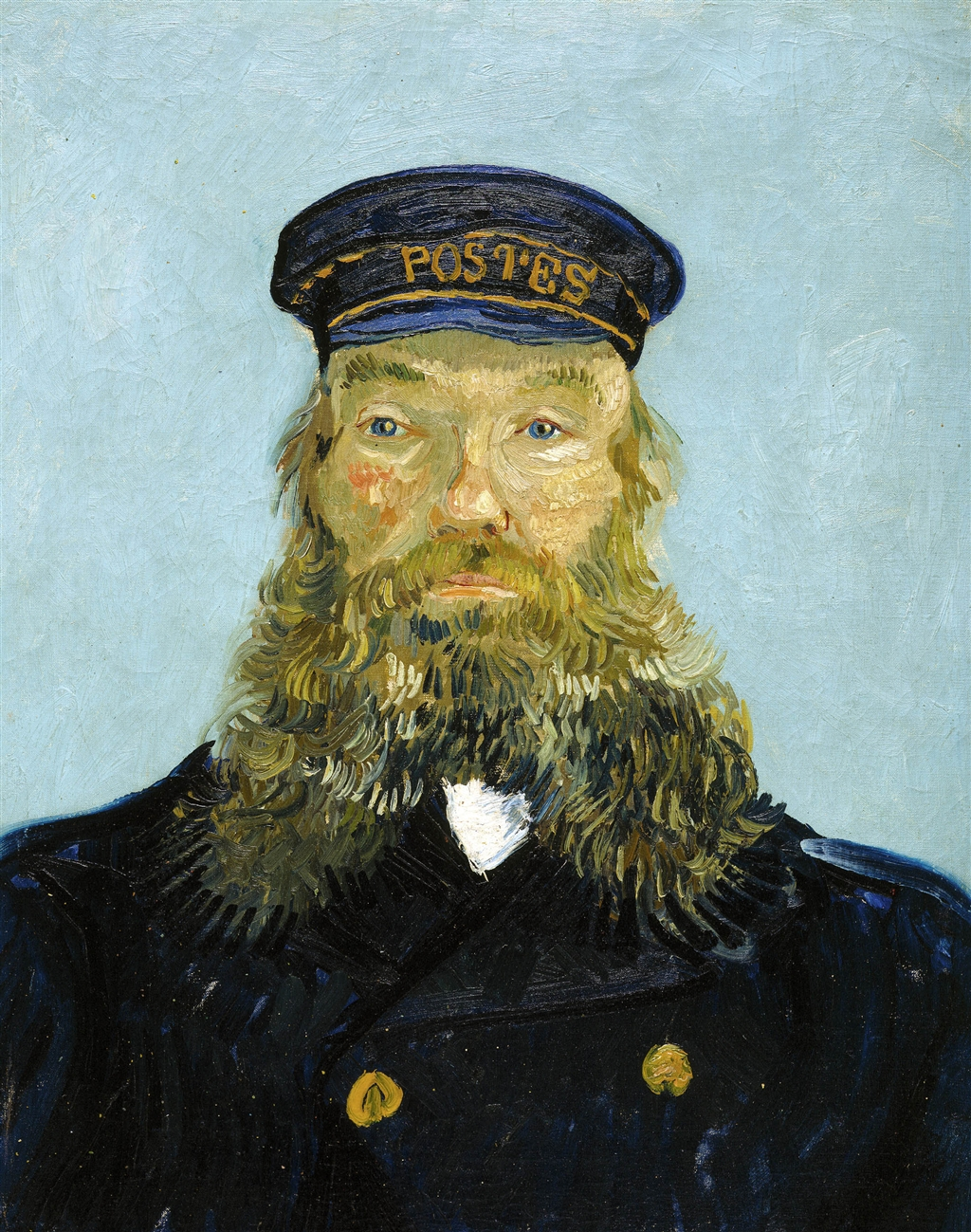
Поштар Рулен, друга версія портрета, 1888 р., Детройт, інститут мистецтв

Тривожний, схильний до смутку художник мимоволі передавав свою надмірну емоційність і живопису, і своїм малюнкам. Навіть його ранішні малюнки пейзажів, замальовки ремісників чи селян несуть надмірну тривожність і смуток, незважаючи на нестачу досвіду і майстерності («Старий чистить чоботи», «Сад пастора в Нюенені взимку»). Ван Гог швидко визрівав в могутню художню особистість з індивідуальним баченням речей, пейзажів, людських особистостей. Досить швидко виробилася і манера працювати дещо широкими рисками в живопису і трохи меншими в графіці.
Менші риски в малюнках були обумовлені малими перами, пристроями для малювання. Він працював не плямами, а штриховками. Заштриховуючи якийсь шмат паперу, змінював напрямок штрихів, залишаючи добре видимими межі тих фрагментів і на поверхнях об'єктів замальовки, і на тлі. На виразність малюнків впливала й інтенсивність штрихів — від слабкої до сміливої, енергійної, кілкої, як хвоя сосни. В пізніх малюнках різноманітність штрихів просто вражає («Скеля з деревами», Амстердам, 1888 р.)Ці малюнки мають самостійне значення попри їх первісно службове значення. До них належать і «Мусме» (Москва), і «Поштар Жозеф Рулен» (Лос Анжелес).

## Галерея

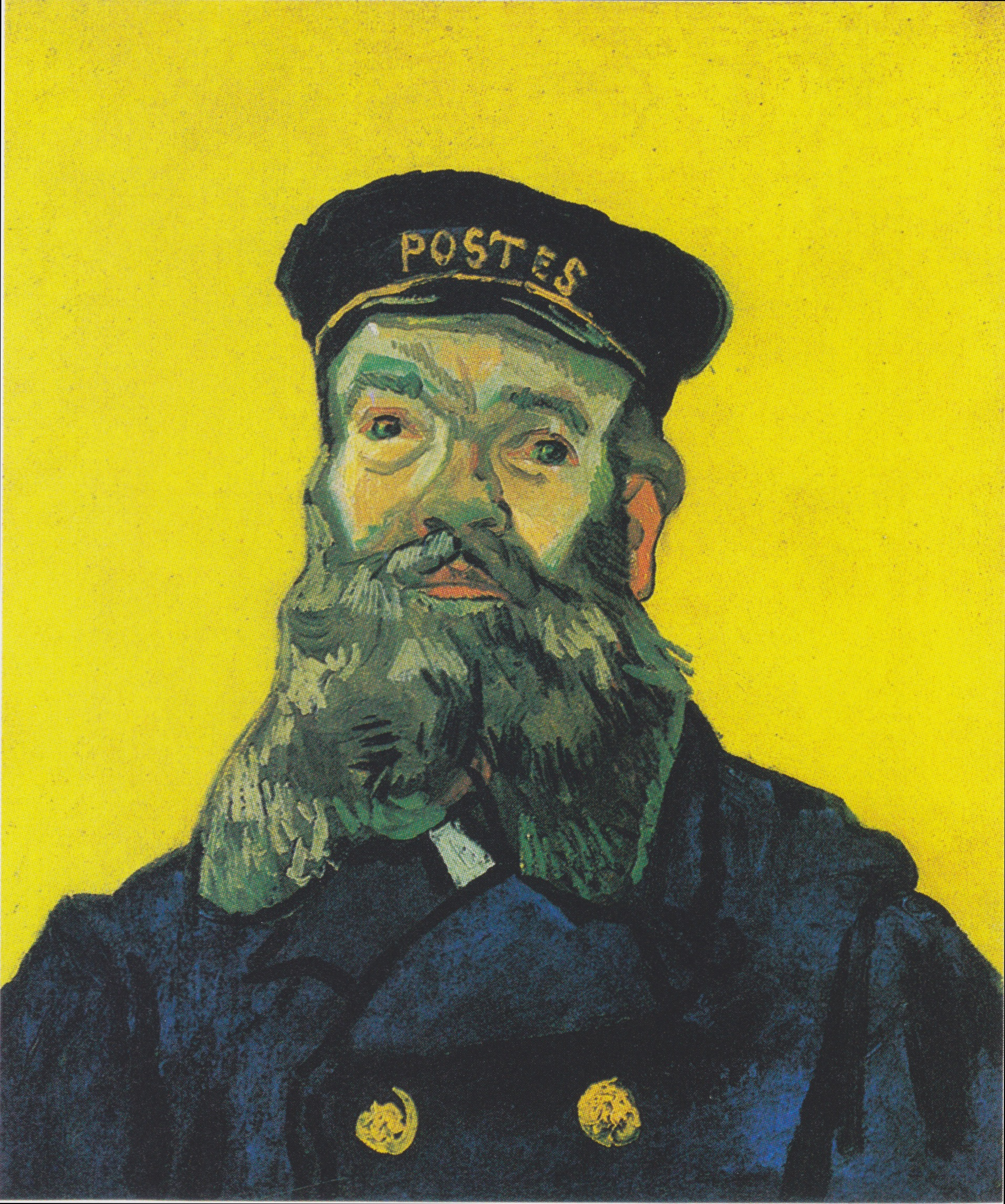
листопад-грудень 1888
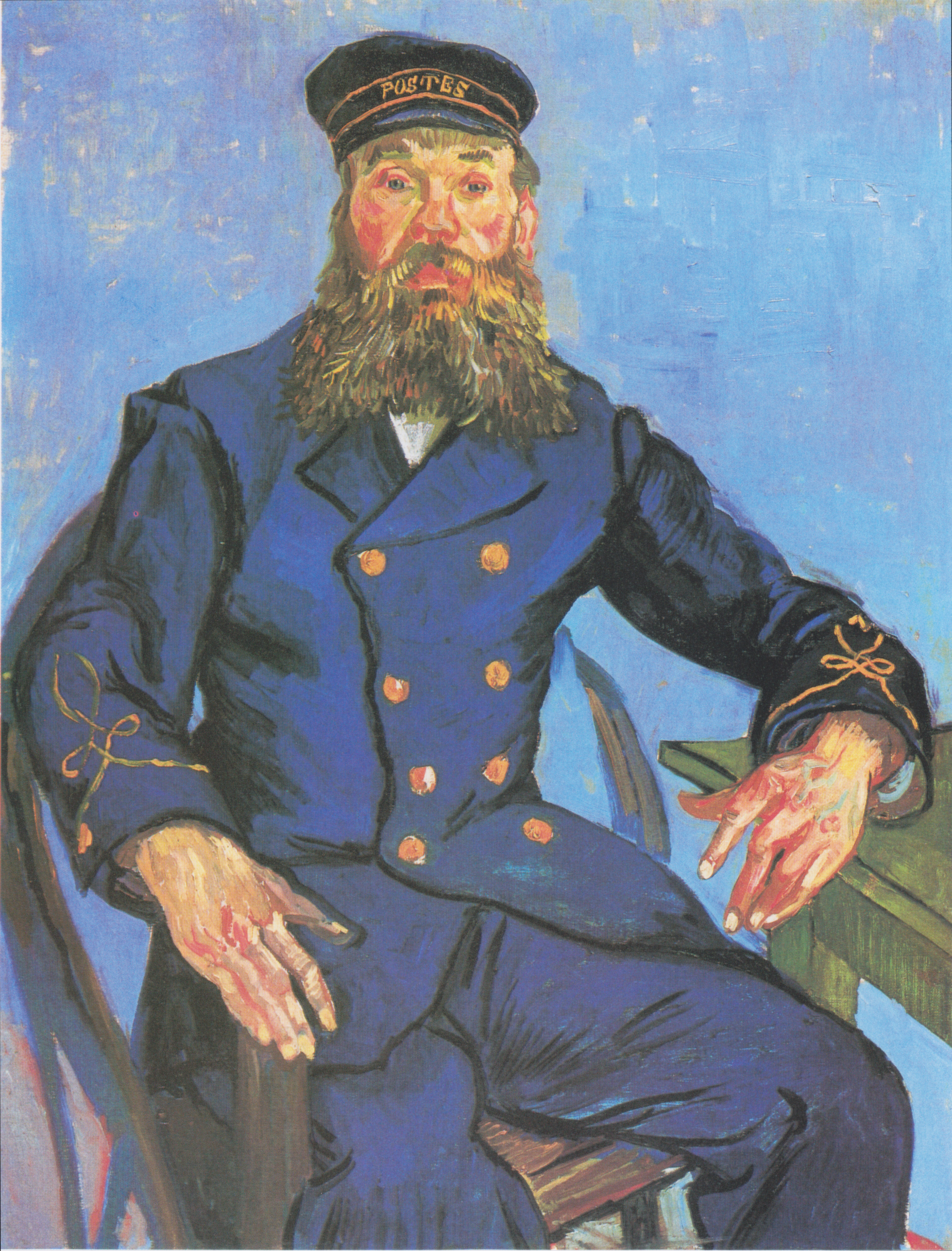
серпень 1888
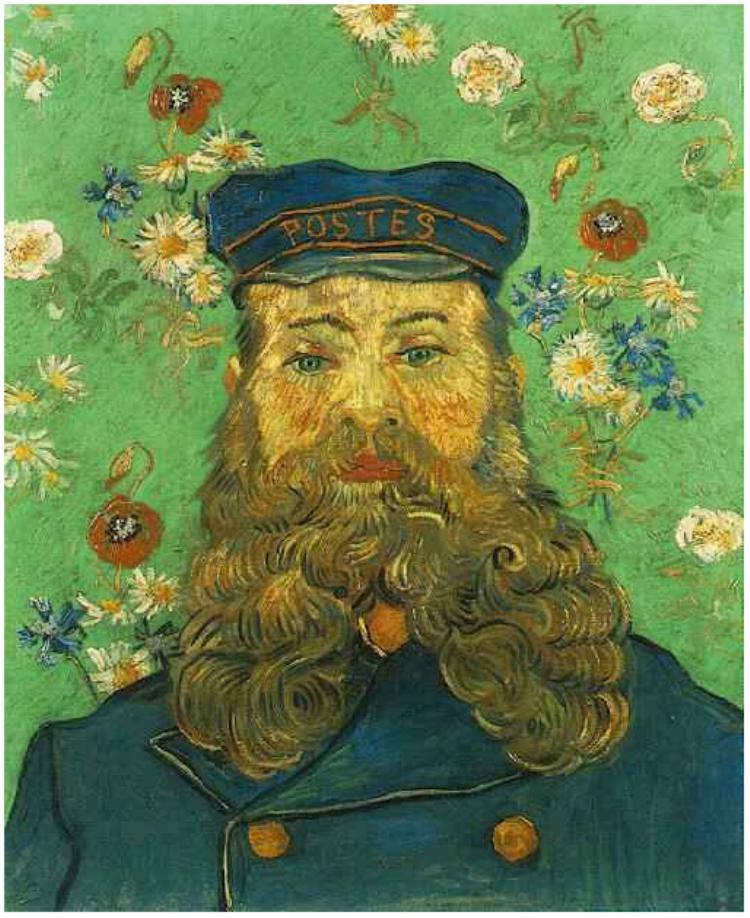
квітень 1889
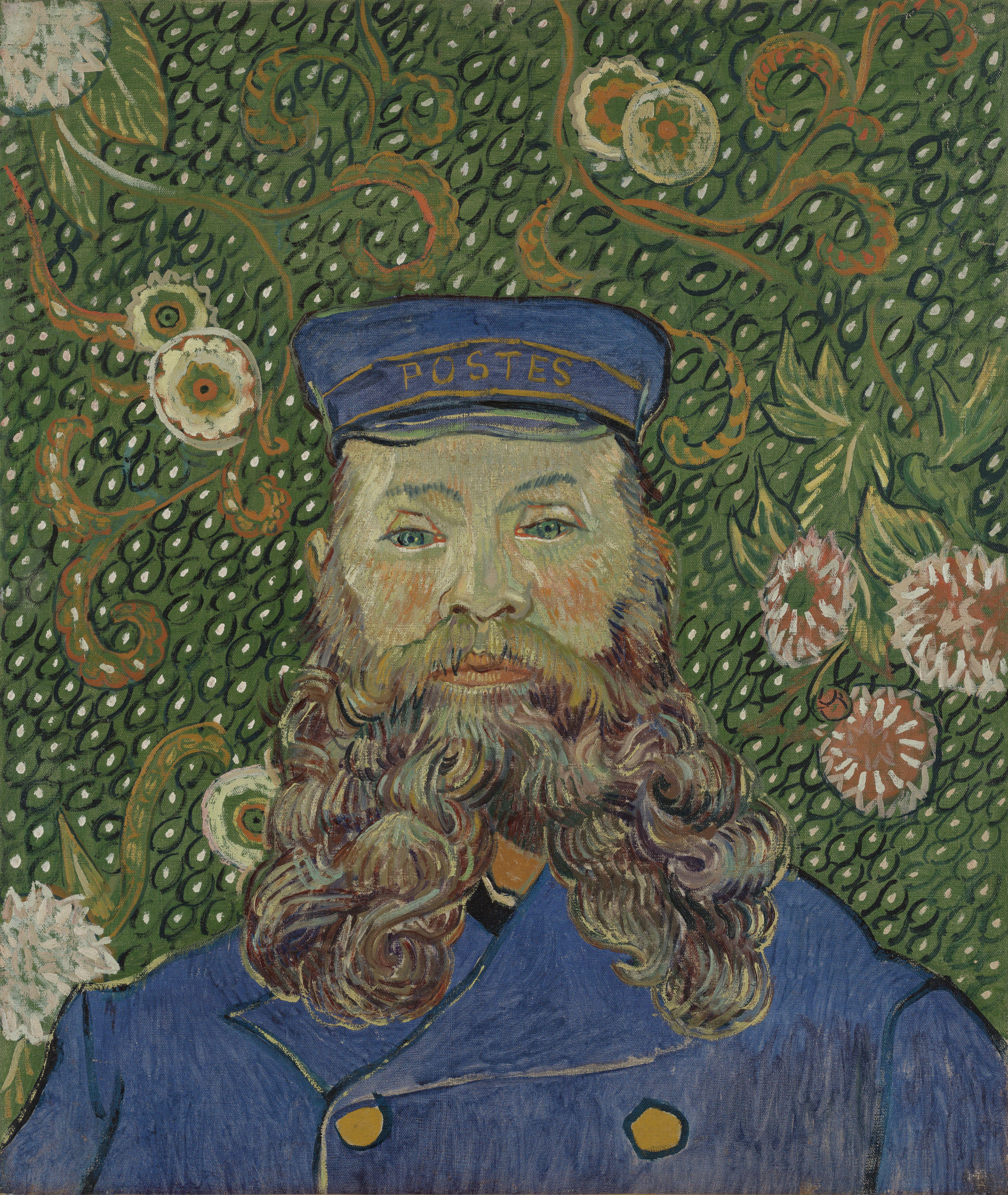
квітень 1889
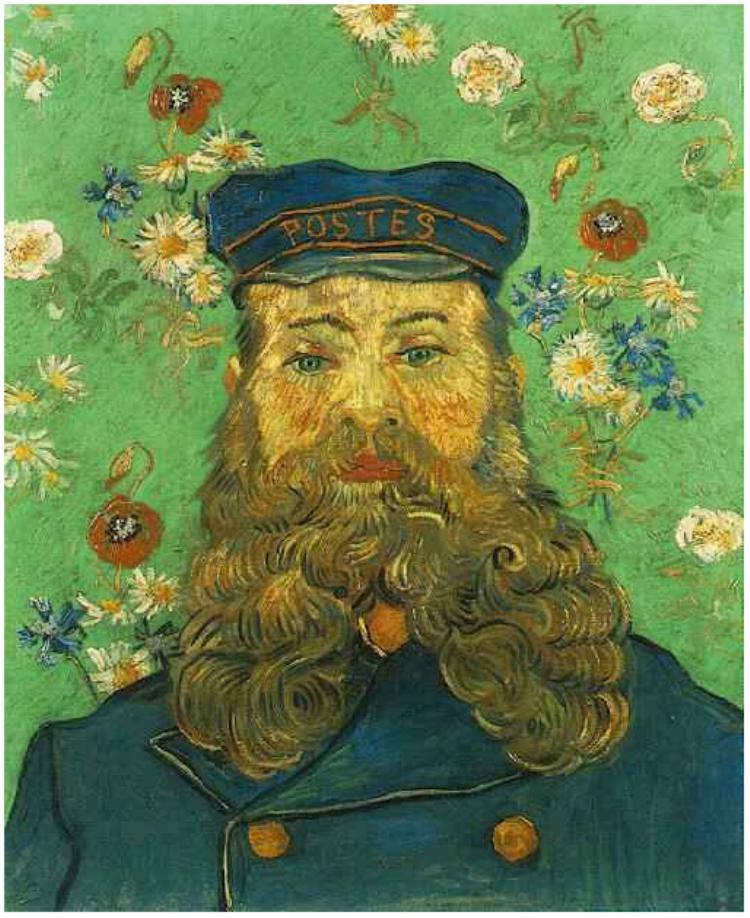
початок 1889
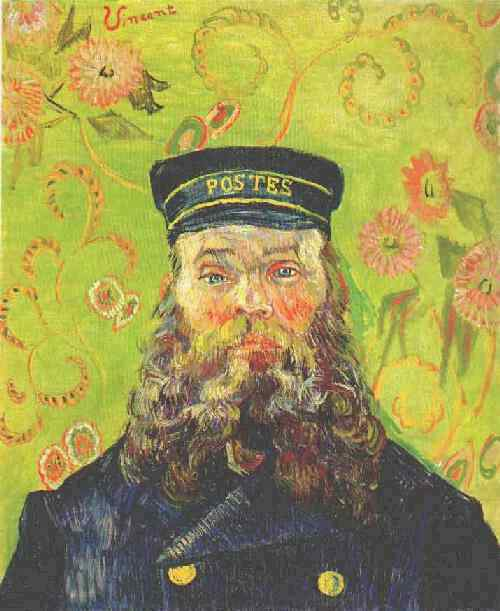
1889